# Namek
El planeta Namek (ナメック星 Namekkusei?) es un planeta ficticio de la serie de manga y anime Dragon Ball. Su nombre proviene de la palabra japonesa para babosa (ナメクジNamekuji?). 

## Descripción
Tiene la apariencia de un planeta terrestre cubierto en su mayor parte por agua, sin embargo, a pesar de que su gravedad y atmósfera es muy similar a la terrícola, los rasgos más llamativos de su superficie son su cielo verdoso, hierba azul y agua de color verde opaco abundante en planicies, pastizales y mesetas, pero carente totalmente de áreas boscosas; la única variedad arbórea que se conoce es el Ajisa, un árbol de copa esférica, follaje azul y un largo y delgado tronco que en la actualidad esta casi extinto. Es considerablemente más grande que el planeta Tierra y está habitado por namekuseijin o namekianos, una raza humanoide en peligro de extinción (durante la invasión de Freezer y sus soldados) y una fauna en la cual domina la presencia de gran variedad de saurios y anfibios. Aunque no se ha dado su ubicación de forma concreta, según Kaio-Sama, este planeta esta fuera de su jurisdicción, por lo que se puede deducir que no se encuentra en la Galaxia del Norte.

## Historia
En el año 261, según la cronología de Dragon Ball, el planeta sufrió bruscos cambios climáticos, lo que provocaron que Katattsu enviase a su hijo a la Tierra; allí se convirtió, en el año 431, en discípulo del dios de la Tierra, puesto al que accedería 30 años más tarde tras separar su cuerpo en 2 partes: Kamisama y Piccolo Daimaō.
Según explicara Dende, los namekuseijin en la antigüedad abusaron de los recursos de su planeta y esto derivó en una catástrofe que casi acaba con la vida en el planeta; aunque el ecosistema se fue recuperando poco a poco, uno de los antiguos namekuseijin logró sobrevivir y tras un duro trabajo logró engendrar una gran cantidad de hijos que actualmente son la población total de su especie y logran ya sobrepasar los 200 habitantes.
Tras recuperarse, esta nueva generación se mostró más consciente y responsable; tomando como una labor de su especie rescatar de su casi extinción a las plantas de Ajisa, única especie arbórea del planeta, la cual según se ha mencionado, es muy útil para mantener la estabilidad del medioambiente del planeta.
Freezer y Vegeta deciden atacar cada uno por su cuenta el planeta, con el fin de reunir las Dragon Balls y pedir la inmortalidad. Entre los dos lograron el exterminio completo de todos los habitantes y la destrucción del planeta Namek, aunque luego la mayoría resucitan y son trasladados a la Tierra gracias a Shenlong. Desde allí buscaron un nuevo planeta donde vivir, llamado Nuevo Namek.

## Habitantes
El planeta está habitado principalmente por seres humanoides e inteligentes de piel color verde, sin cabello y con dos antenas en la frente. Son más longevos que los humanos. Su apariencia fue diseñada por Akira Toriyama a partir de Babosas y Caracoles, lo cual se ve reflejado en algunos de sus nombres.
Para alimentarse, únicamente necesitan beber agua, por lo que se cree que son autótrofos. Se reproducen asexualmente, por medio de huevos que expulsan de su boca, por lo que hablando estrictamente a pesar de tener aspecto masculino no poseen género; aunque su cultura establece que el encargado de hacer esto es el Saichōrō y todos los pertenecientes al clan dragón poseen esta habilidad. 
Otra habilidad muy llamativa de esta raza es su capacidad de regeneración espontánea, la cual les permite reponer en segundos miembros y partes de su cuerpo amputadas; sin embargo, como descubriría Freezer al combatir a Nail, esta habilidad consume una cantidad sustancial de Ki cada vez que se utiliza debilitando enormemente al individuo, aunque según parece en individuos de gran poder no están limitados (Como Piccolo después de asimilar a Kami-sama).
En el pasado fueron una civilización con un desarrollo cultural y científico muy avanzado que gracias a su enorme población ocupaba casi la totalidad del planeta, sin embargo hace varios siglos atrás un cataclismo alteró de forma dramática el equilibrio del ecosistema global lo que finalmente diezmó a la población Namek. De los individuos que se encontraban en el planeta solo uno de ellos logró sobrevivir y con duro trabajo logró restaurar la raza namekiana a través de su propia descendencia, la cual tras varios siglos logró elevarse a seis aldeas de alrededor de veinte individuos dispersas por la superficie del planeta; este individuo es a quien Gohan y Krillin conocerían como el Saichōrō a su llegada al planeta.
Tras la restauración de la especie, la cultura Namek se ve estancada en un nivel de desarrollo muy similar a la de finales de la Edad Media terrícola. Tras el cataclismo los nuevos namekianos se dedicaron a repoblar la vida vegetal; según algunas insinuaciones de Dende, fue en realidad el comportamiento negligente de los namekianos con la naturaleza lo que desató el cataclismo, por lo que en la actualidad las seis aldeas se dedican a restaurar el ambiente como una forma de reparar el daño que fue causado.
Es la única especie en el universo de Dragon Ball, incluyendo a los habitantes de todos los países, planetas, planos espirituales y universos mostrados que poseen un idioma propio; mientras todo el resto de especies habla una lengua única.

### Organización
Desde el cataclismo que diezmara a su civilización, los habitantes están divididos en seis aldeas, cada una es liderada por un Chōrō (Jefe de la aldea), estos a su vez son liderados por el Saichōrō (Gran Patriarca) quien vive alejado en una región inhóspita con su guardián Nail.
|             |             |             |             |             |             |                           |                           |                           |                           |                           |                           |             |             |  |  |       |       |       |       | Saichōrō |       |                            |                            |                            |                            |                            |                            |       |       |  |  |       |       |       |       |       |       |                            |                            |                            |                            |                            |                            |       |       |  |  |                            |                            |                            |                            |                            |                            |  |  |                            |                            |                            |                            |                            |                            |  |  |                            |                            |                            |                            |                            |                            |
|             |             |             |             |             |             |                           |                           |                           |                           |                           |                           |             |             |  |  |       |       |       |       |          |       |                            |                            |                            |                            |                            |                            |       |       |  |  |       |       |       |       |       |       |                            |                            |                            |                            |                            |                            |       |       |  |  |                            |                            |                            |                            |                            |                            |  |  |                            |                            |                            |                            |                            |                            |  |  |                            |                            |                            |                            |                            |                            |
|             |             |             |             |             |             |                           |                           |                           |                           |                           |                           |             |             |  |  |       |       |       |       |          |       |                            |                            |                            |                            |                            |                            |       |       |  |  |       |       |       |       |       |       |                            |                            |                            |                            |                            |                            |       |       |  |  |                            |                            |                            |                            |                            |                            |  |  |                            |                            |                            |                            |                            |                            |  |  |                            |                            |                            |                            |                            |                            |
| Moori Chōrō | Moori Chōrō | Moori Chōrō | Moori Chōrō | Moori Chōrō | Moori Chōrō |                           |                           | Tsūno Chōrō               | Tsūno Chōrō               | Tsūno Chōrō               | Tsūno Chōrō               | Tsūno Chōrō | Tsūno Chōrō |  |  | Chōrō | Chōrō | Chōrō | Chōrō | Chōrō    | Chōrō |                            |                            | Chōrō                      | Chōrō                      | Chōrō                      | Chōrō                      | Chōrō | Chōrō |  |  | Chōrō | Chōrō | Chōrō | Chōrō | Chōrō | Chōrō |                            |                            | Chōrō                      | Chōrō                      | Chōrō                      | Chōrō                      | Chōrō | Chōrō |  |  |                            |                            |                            |                            |                            |                            |  |  |                            |                            |                            |                            |                            |                            |  |  |                            |                            |                            |                            |                            |                            |
| Moori Chōrō | Moori Chōrō | Moori Chōrō | Moori Chōrō | Moori Chōrō | Moori Chōrō | Clan Dragón=5 Guerreros=3 | Clan Dragón=5 Guerreros=3 | Clan Dragón=5 Guerreros=3 | Clan Dragón=5 Guerreros=3 | Clan Dragón=5 Guerreros=3 | Clan Dragón=5 Guerreros=3 | Tsūno Chōrō | Tsūno Chōrō |  |  | Chōrō | Chōrō | Chōrō | Chōrō | Chōrō    | Chōrō | Clan Dragón=16 Guerreros=3 | Clan Dragón=16 Guerreros=3 | Clan Dragón=16 Guerreros=3 | Clan Dragón=16 Guerreros=3 | Clan Dragón=16 Guerreros=3 | Clan Dragón=16 Guerreros=3 | Chōrō | Chōrō |  |  | Chōrō | Chōrō | Chōrō | Chōrō | Chōrō | Chōrō | Clan Dragón=15 Guerreros=2 | Clan Dragón=15 Guerreros=2 | Clan Dragón=15 Guerreros=2 | Clan Dragón=15 Guerreros=2 | Clan Dragón=15 Guerreros=2 | Clan Dragón=15 Guerreros=2 | Chōrō | Chōrō |  |  | Clan Dragón=18 Guerreros=2 | Clan Dragón=18 Guerreros=2 | Clan Dragón=18 Guerreros=2 | Clan Dragón=18 Guerreros=2 | Clan Dragón=18 Guerreros=2 | Clan Dragón=18 Guerreros=2 |  |  | Clan Dragón=19 Guerreros=3 | Clan Dragón=19 Guerreros=3 | Clan Dragón=19 Guerreros=3 | Clan Dragón=19 Guerreros=3 | Clan Dragón=19 Guerreros=3 | Clan Dragón=19 Guerreros=3 |  |  | Clan Dragón=13 Guerreros=2 | Clan Dragón=13 Guerreros=2 | Clan Dragón=13 Guerreros=2 | Clan Dragón=13 Guerreros=2 | Clan Dragón=13 Guerreros=2 | Clan Dragón=13 Guerreros=2 |
| Dende Cargo |             |             |             |             |             | Clan Dragón=5 Guerreros=3 | Clan Dragón=5 Guerreros=3 | Clan Dragón=5 Guerreros=3 | Clan Dragón=5 Guerreros=3 | Clan Dragón=5 Guerreros=3 | Clan Dragón=5 Guerreros=3 |             |             |  |  |       |       |       |       |          |       | Clan Dragón=16 Guerreros=3 | Clan Dragón=16 Guerreros=3 | Clan Dragón=16 Guerreros=3 | Clan Dragón=16 Guerreros=3 | Clan Dragón=16 Guerreros=3 | Clan Dragón=16 Guerreros=3 |       |       |  |  |       |       |       |       |       |       | Clan Dragón=15 Guerreros=2 | Clan Dragón=15 Guerreros=2 | Clan Dragón=15 Guerreros=2 | Clan Dragón=15 Guerreros=2 | Clan Dragón=15 Guerreros=2 | Clan Dragón=15 Guerreros=2 |       |       |  |  | Clan Dragón=18 Guerreros=2 | Clan Dragón=18 Guerreros=2 | Clan Dragón=18 Guerreros=2 | Clan Dragón=18 Guerreros=2 | Clan Dragón=18 Guerreros=2 | Clan Dragón=18 Guerreros=2 |  |  | Clan Dragón=19 Guerreros=3 | Clan Dragón=19 Guerreros=3 | Clan Dragón=19 Guerreros=3 | Clan Dragón=19 Guerreros=3 | Clan Dragón=19 Guerreros=3 | Clan Dragón=19 Guerreros=3 |  |  | Clan Dragón=13 Guerreros=2 | Clan Dragón=13 Guerreros=2 | Clan Dragón=13 Guerreros=2 | Clan Dragón=13 Guerreros=2 | Clan Dragón=13 Guerreros=2 | Clan Dragón=13 Guerreros=2 |

- Guerreros (戦士タイプ Senshi Taipu?): son el menor porcentaje de la población. Tienen suficiente poder para enfrentarse a un Saiyajin normal. Sus principales ejemplos serían Nail y Piccolo. Tienen un metabolismo acelerado que optimiza su vida como guerreros por lo que en menos de tres años terrícolas alcanzan la forma adulta y tras esto envejecen a un ritmo muy similar al humano.
- Clan Dragon (龍族タイプ Ryūzoku Taipu?): son la mayor parte de la población. Pueden crear Dragon Balls, aunque en el planeta Namek esa responsabilidad recae sobre el Saichōrō, su metabolismo es más lento que el humano por lo que pueden vivir varios siglos de forma que las esferas que fabriquen puedan existir por bastante tiempo.
- Clan Demonio (魔族 Mazoku?): son los Namek que engendra Piccolo Daimaō, quienes han sido corrompidos por el mal.
- Chōrō: los 6 líderes de las aldeas, están encargados de cuidar seis de las Dragon Balls y entregárselas a alguien digno de pedir un deseo; la séptima Dragon Ball la tiene el Saichōrō; al momento de la muerte de este se escoge entre uno de ellos al sucesor.
- Saichōrō: es el líder de los Namekkianos, por las costumbres de su cultura es el único que puede reproducirse. Cada uno nace con una habilidad específica que desarrolla a lo largo de su vida. El Gran Patriarca poseía la habilidad de liberar el potencial total del ki de los individuos solo con su tacto; Kamisama desarrolló la habilidad de purgar de su cuerpo y manifestar sus atributos malignos y Dende la habilidad de sanar.

### Otras formas de vida en el planeta
Aparte de esta raza, otras formas de fauna conocidas del planeta son Sapos con dos antenas similares a los habitantes; ballenas gigantes, y aves voladoras. Y como flora se muestran únicamente una hierba corta que cubre la mayoría de la superficie terrestre del planeta y unos árboles con un único tallo alto y una esfera de follaje espeso en la punta.
En la serie de anime aparecen dinosaurios similares a los que habitan en la tierra (existentes en la serie de Dragon Ball) y hablan de una flor (parecida a las flores de cerezo japonesas) la cual se encuentra en peligro de extinción debido al desastre climatológico que sufrió el planeta hace años. los habitantes namekianos estaban cultivándolas de nuevo con el fin de hacer a su planeta hermoso de nuevo, también trabajan mucho la agricultura.

## Personajes importantes

### Residentes en la Tierra

#### Dende
Dende (デンデ?) es un namekiano. En Dragon Ball Z se convierte en el sucesor de Kamisama, luego que de que este se fusionara de nuevo con Piccolo. Entre las cualidades de Dende se ve la de poder sanar a las personas y poder hablar con el dragón de las siete Dragon Balls. Hace amistad con Gohan y Krilin, cuando los terrícolas viajan al planeta Namek para encontrar las Dragon Balls de ese planeta, durante esos eventos las fuerzas de Freezer invaden el planeta con la misma intención.
Su nombre proviene de una deformación de las palabras para caracol en japonés, デンデンムシ (Dendenmushi?).
Seiyū:
Tomiko Susuki (Niño)
Hiro Yuuki (Joven)
Aya Hirano (Dragon Ball Z Kai)
Actor de Doblaje: Inmaculada Font (España)
Actor de Doblaje: Irwin Daayán (Dragon Ball Z, Dragon Ball GT y Dragon Ball Z Kai) (México)

### Habitantes de Namek

#### Cargo
Cargo (カルゴ Karugo?) hermano de Dende, murió durante el ataque de Freezer a Namek, trató de escapar junto a Dende pero fue asesinado por Freezer con rayo de ki, (en el anime lo mata Dodoria). Se supone que revive después con las Dragon Balls de Namek. Su nombre proviene de una deformación de la palabra caracol en francés (Escargot).

#### Katattsu
Katattsu (カタッツ?) es el padre del Piccolo original. No aparece en ningún momento durante la serie. Solo sabemos que, ante las graves catástrofes climatológicas que sufría el planeta Namek, envió a su hijo recién nacido en una nave espacial al planeta Tierra, con la promesa de reunirse con él más tarde. Sin embargo, nunca lo hizo. Su hijo se separó en dos partes: Kamisama y Piccolo Daimaō. Murió junto al resto de namekianos (salvo uno, que se convirtió en el padre de todos los namekianos de la siguiente generación). 
Su nombre proviene de una deformación de la palabra caracol (カタツムリ Katatsumuri?) en japonés.

#### Saichōrō
Es el gran líder del planeta Namek, también conocido como el gran patriarca encargado de las Dragon Balls y la repoblación del planeta. Ayudó durante mucho tiempo a Gohan, Krilin y los demás; despertó los poderes adormecidos de Gohan y Krilin. Su guardián era Nail, el cual se fusiona con Piccolo. Muere de anciano durante la saga de Freezer.
Actor de Doblaje: Armando Réndiz (DBZ Y DBZ Kai) (México)

#### Moori
Moori (ムーリ Mūri?) es uno de los 6 Chōrō que cuidaban las Dragon Balls de Namek, su aldea fue atacada por Freezer en su búsqueda de las Dragon Ball. Fue capaz de destruir todos los scouter operativos de los soldados de Freezer logrando así retrasar significativamente la búsqueda de las esferas y además se sacrificó para que Dende, único sobreviviente de su aldea, lograra huir; fue asesinado por Dodoria y posteriormente revivido y trasladado a la Tierra junto a sus congéneres. Antes de morir por segunda vez, el Saichōrō lo nombró su sucesor y le transfirió las Dragon Balls para que no se perdieran con su muerte.
Su nombre proviene de una deformación de la palabra caracol (カタツムリ Katatsumuri?) en japonés.
Actor de Doblaje: Sergio Castillo, José Luis Castañeda (DBZ), Alfonso Ramírez (DBZ Kai)

#### Tsūno
Tsūno (ツーノ?) es uno de los 6 Chōrō que cuidaban las Dragon Balls de Namek, su aldea fue atacada por Vegeta en su búsqueda.
Su nombre viene de una canción japonesa para niños El cuerno del caracol (カタツムリの角 Katatsumuri no Tsuno?).

#### Nail
Nail (ネイル Neiru?) es el Consejero del Gran anciano, uno de los pocos namekianos de la estirpe guerrera que quedan en el planeta. En Dragon Ball Z, el Gran Anciano envió a Nail a ayudar a Krilin y a Son Gohan en su lucha contra las Fuerzas Especiales Ginyū, pero a medio camino Nail dio la vuelta a causa de un mal presentimiento. Se encontró con que Freezer había encontrado al Gran Anciano e intentó protegerlo, pero al pelear contra él se vio en problemas por la diferencia de poder. Durante la batalla, Freezer le arrancó un brazo, pero Nail lo regeneró a cambio de gastar energía, siendo derrotado sin dificultad. Al poco, Piccolo lo encontrara medio muerto y Nail le pidió que ambos se fusionaran para aumentar el poder de Piccolo y poder enfrentarse a Freezer. De este modo, Piccolo aumentó su poder enormemente y adquirió la tranquilidad de espíritu y la sabiduría de Nail. 
Nail era el más fuerte de los habitantes de Namek, e incluso superaba con creces a Piccolo antes de su llegada a dicho planeta. Su poder se estima en unas de 42.000. Con esta fuerza, es derrotado sin dificultad por Freezer, quien posee 530.000 unidades en su primera forma.
Su nombre proviene de una deformación de la palabra caracol en inglés (Snail).
Actor de Doblaje: Abel Rocha (DBZ), Roberto Mendiola (DBZ Kai)

### Mazoku

#### Cymbal
Cymbal (シンバル Shinbaru?) es el segundo de los engendros formados por Piccolo Daimaō luego de ser liberado. Piccolo le encarga la misión de recolectar las Dragon Balls, camino que le conduce directamente hacia donde se encuentran Yajirobe y Son Gokū. Yajirobe poseía una de las Dragon Balls y, estando hambriento, ya que Gokū se había comido su cena, decide luchar con Cymbal. Le vence fácilmente y después lo asa y se lo come. Piccolo, frustrado por la pérdida de su retoño, expulsa a Pilaf y sus secuaces de su aeronave (la cual pertenecía al propio Pilaf aunque en el anime los expulsa poco antes de llegar al palacio del Rey).
Poco o nada demuestra Cymbal en la serie. Muere en pocos episodios y no tiene ocasión de demostrar su poder, aparte de las guerreras, que no son muy buenas. Nada más sabemos de este personaje, salvo que según Yajirobe su carne estaba deliciosa, siempre y cuando no estuviese muy pasada.
Su nombre proviene del instrumento musical Platillos, en inglés.
Actor de Doblaje: Ricardo Hill (México)

#### Piano
Piano (ピアノ?) es el primer sirviente creado por Piccolo Daimaō tras su resurrección, es un pterodáctilo humanoide que le sirve como su mayordomo. A diferencia del resto de los acólitos engendrados por Piccolo Daimaoh, su aspecto no es nada temible y no posee aptitud alguna para la lucha. Muere aplastado por este tras ser arrollado por un ataque de Son Gokū.
Su nombre proviene del instrumento musical Piano. En la versión latinoamericana se llama Buitrón.
Actor de Doblaje: Ernesto Lezama (México)

#### Tambourine
Tambourine (タンバリン Tanbarin?) es el primero de los engendros creados por Piccolo Daimaō luego de ser liberado. Su misión consistió en liquidar a todos los participantes del Tenkaichi Budōkai. Entre los que liquidó estaban: Bacterian y el Lobo Hombre, entre otros. También mató a Krilin cuando este regresó al estadio del gran torneo. Por poco eliminó a Son Gokū cuando este volvió al notar la tardanza de su amigo. Pero el saiyajin consiguió sobrevivir y se marchó. A Tambourine no le importó y siguió atacando a los demás participantes. El siguiente fue Yamcha, al que consiguió derrotar fácilmente, pero cuando estaba a punto de rematarlo fue reclamado por Piccolo Daimaō para que se volviera a enfrentar a Gokū. Pero el saiyajin, sin el estómago vacío, consiguió derrotar a Tamobourine con facilidad.
Su potencial de lucha era muy superior al de la media humana y, además de tener alas que le permitían volar, era capaz de lanzar rayos de energía por la boca. Tambourine es un personaje jugable en Dragon Ball Z: Budokai Tenkaichi 3. Su nombre proviene del instrumento musical Pandereta, en inglés.
Actor de Doblaje: Humberto Solórzano (México)

#### Drum
Drum (ド ラ ム Doramu?) es el último de los engendros creados por Piccolo Daimaō. Tuvo como misión matar a Ten Shin Han para evitar interfiriera en el plan de Piccolo Daimaō de destruir de una de las ciudades del mundo. Ten Shin Han trata de evitar combatir con Drum para encerrar a Piccolo Daimaō de nuevo usando el mafuba, pero Drum tras levantarse de ser golpeado por Ten recibe el mafuba siendo succionado pero Piccolo Daimaō destruye la olla salvando a su engendro. En el momento en que Drum intenta matar a Ten aprovechando que este estaba agotado al realizar la técnica es golpeado por Goku quien finalmente con una sola patada elimina al demonio ya que el sayajin había bebido el agua de los dioses liberando su poder oculto. Finalmente su cadáver es destruido por Piccolo Daimaō al lanzar ataques contra Goku.
Drum era más fuerte que Cymbal y que Tambourine pero menos que Piccolo. Su poder ronda entre las 180 y las 260 unidades, ya que desmostó ser superior a Tenshinhan pero inferior a Goku quien lo derrota con facilidad al haber bebido el agua de los dioses. Drum es un personaje jugable en Dragon Ball: Daimaō Fukkatsu y es jefe en   Dragon Ball 3: Gokuden y Dragon Ball Z: Super Gokuden: Totsugeki-Hen. Drum aparece en Dragon Ball: Advanced Adventure como uno de los jefes más fuertes y como personaje jugable, con la capacidad adicional para usar el Haz de Rayos, únicamente en el juego. También aparece como un personaje jugable en Dragon Ball: La Venganza del Rey Piccolo. Hace una breve aparición en Dragon Ball Z: Budokai Tenkaichi 2 y Dragon Ball Z: Budokai Tenkaichi 3. Su nombre proviene del instrumento musical tambor, en inglés.
Actor de Doblaje: Mario Sauret (México)

#### Slug
Slug (スラッグ, Suraggu?) es un Namekiano que sobrevivió a los cambios climáticos del planeta Namek, no recuerda su origen y se dedicó a conquistar planetas. Llegó a la tierra convertido en un anciano, pero al ver la Sì Xīngqiú en el sombrero de Gohan recordó algo sobre las Dragon Balls y envió a sus secuaces a conseguirlas para rejuvenecerse. Tuvo una difícil pelea con Goku pero es vencido gracias a la debilidad que tienen los namekianos a los sonidos agudos en extremo, por lo que no fue capaz de combatir y resistir los silbidos de Gohan a la vez. Tras debilitarse, Goku con la energía de Piccolo le lanza una Genkidama y muere.
Su nombre proviene de la palabra en inglés para babosa, Slug (スラッグ, Suraggu?).
Actor de Doblaje: Mario Sauret (México)

## Nuevo Namek
Este planeta tuvo importancia, ya que desde aquí se devolvió a la vida a todos los habitantes de la Tierra, requisito imprescindible para que Son Gokū lanzase su Chō Genkidama a Majin Boo.
Tras la destrucción del planeta Namek original a manos de Freezer, sus habitantes se refugiaron en la Tierra a esperas de que un deseo pedido a las Dragon Balls los trasladase a un nuevo mundo donde poder vivir. Sus características son muy similares a las de Namek original, pero según lo visto en el Anime posee menores extensiones de agua.
En la película Guerreros de Fuerza Ilimitada, fue atacado por Metal Cooler, pero este fue derrotado.
- Datos: Q436930